# Havsvidunder
Havsvidunder, havsodjur eller havsmonster är samlingsbegrepp för många av de kryptozoologiska varelser som antas leva i havet, delvis synonymt med sjöodjur som även införlivar varelser i insjöar och dylikt. Gemensamt för de flesta är att de är illasinnade och ställer till besvär för människor. Många havsvidunder existens är idag ifrågasatt eller avfärdad. Begreppet kan även avse gudaväsen levandes i havet.

## Havsmonster i populärkultur och mytologi

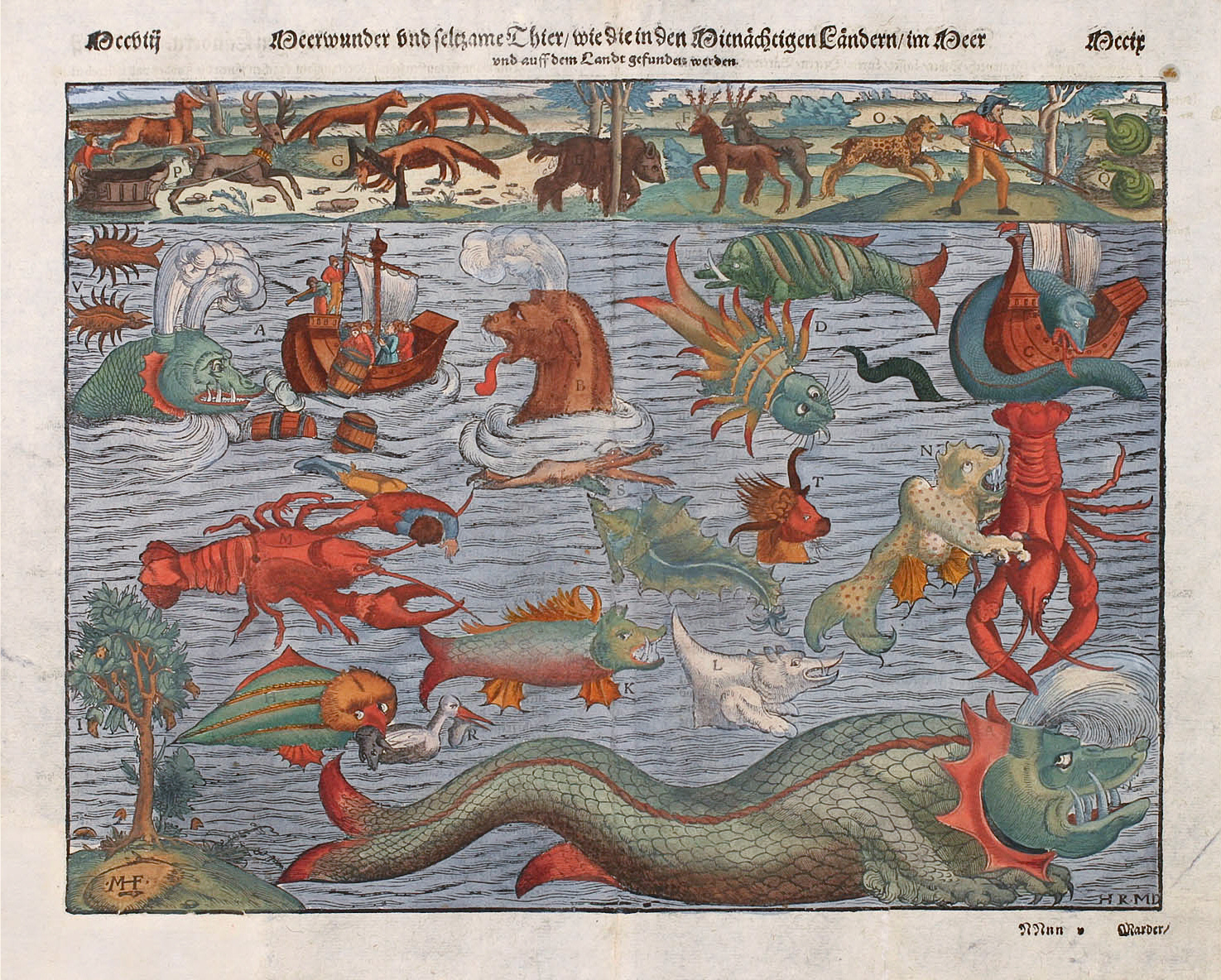
Havsmonster tagna från Carta marina av Olaus Magnus.

Havsmonster förekommer ofta i populärkultur och mytologi. Som exempel kan ges:
- Den vithaj som skildras i filmen Hajen från 1975 (se monsterhajar).
- Sirener i det antika eposet Odysséen författat av Homeros på 700-talet f.Kr.
- I den fornnordiska mytologin förekommer ett havsmonster, midgårdsormen.
- Ett flertal havsmonster förekommer i filmen Waterworld från 1995.
- Kraken - känd från bland annat Pirates of the Caribbean-filmerna.